# Begoña Maestre
Begoña Maestre (Baracaldo, 1 de agosto de 1978) es una actriz española.

## Biografía
Begoña ha trabajado en todos los medios, tanto en teatro como en televisión y cine. En cuanto al teatro, la hemos podido ver en los escenarios, interpretando diferentes personajes en obras como Cyrano de Bergerac, Mujeres frente al espejo, Ana en el trópico, Kyrie, el nuevo europeo o Schubert.
En cuanto al cine, su debut fue en el año 2003 con el cortometraje Leni, de Luis García Gómez, en el que Begoña interpretaba el personaje principal, Leni.
Al año siguiente rodó, a las órdenes de Antonio Gárate, el largometraje Un año en la luna, en el que daba vida al personaje de Esther, y al que le siguió, en el año 2006, Alesio, del director Gustavo Jiménez.
Otras películas que constan en su filmografía son Cuestión de química, de Juan Moya, o Soy el solitario, donde interpreta a Silvia Pereira. Ya en el año 2011 trabaja en la cinta Arriya, de Alberto Gorritiberea. La última película en la que ha participado ha sido la del director Benito Zambrano, en el año 2011, La voz dormida, basada en una novela de Dulce Chacón y que versa sobre la represión franquista durante la época de la posguerra.
En la pequeña pantalla es donde la actriz se ha dado más a conocer. Ha intervenido de manera puntual, en episodios sueltos, en algunas de las series más exitosas de nuestra televisión, como Paco y Veva, Hospital Central y El comisario, interviniendo en esta última serie en 4 episodios.
También ha tenido personajes fijos en varias series, formando parte del equipo de las mismas. Así, en el año 2001 trabajó en Ciudad-Sur, en el papel de Isa, y en el año 2001 se incorporó a la serie Compañeros, en la que era Duna Belarde. Ya en 2004 trabajó también en la serie de intriga Motivos personales, dando vida al personaje de Tania Acosta.
En el año 2006 fue contratada para actuar en la telenovela Amar en tiempos revueltos, donde obtuvo una gran popularidad con su papel de Carlota Domínguez, la mística y puritana hermana de Elisa.
En el año 2009 entró a formar parte del equipo de la serie Hospital Central donde ya había participado en algún episodio, pero ahora con un personaje fijo, el de Raquel Castaño. En 2014 entró a formar parte del elenco de Chiringuito de Pepe. Entre 2019 y 2020 forma parte de la serie Mercado Central de TVE interpretando a Celia Mendoza, una madre viuda y emprendedora.
En febrero de 2024 ficha por la segunda temporada de La Moderna, serie diaria de La 1.

## Filmografía

### Televisión
| Año         | Título                    | Cadena                 | Personaje             | Notas         |
| ----------- | ------------------------- | ---------------------- | --------------------- | ------------- |
| 2001 - 2002 | Compañeros                | Antena 3               | Duna Belarde          | 26 episodios  |
| 2004        | Paco y Veva               | La 1                   | Novia                 | 1 episodio    |
| 2004        | El comisario              | Telecinco              | Carolina              | 4 episodios   |
| 2004        | Hospital Central          | Telecinco              | Susana                | 1 episodio    |
| 2005        | Motivos personales        | Telecinco              | Tania Acosta Nadal    | 27 episodios  |
| 2006 - 2007 | Amar en tiempos revueltos | La 1                   | Carlota Domínguez     | 198 episodios |
| 2008        | Yo soy el Solitario       | Antena 3               | Silvia Pereira        | 2 episodios   |
| 2009 - 2012 | Hospital Central          | Telecinco              | Dra. Raquel Castaño   | 56 episodios  |
| 2013        | Con el culo al aire       | Antena 3               | Paula                 | 5 episodios   |
| 2014        | Sin identidad             | Antena 3               | Lucía                 | 2 episodios   |
| 2014; 2016  | El chiringuito de Pepe    | Telecinco              | Laura Martín          | 26 episodios  |
| 2016        | El Ministerio del Tiempo  | La 1                   | Mujer                 | 2 episodios   |
| 2016        | Olmos y Robles            | La 1                   | Alba Castro           | 2 episodios   |
| 2017        | El final del camino       | La 1                   | Elvira                | 8 episodios   |
| 2017        | Traición                  | La 1                   | Beatriz "Bea" Sánchez | 9 episodios   |
| 2019 - 2020 | Mercado central           | La 1                   | Celia Mendoza         | 240 episodios |
| 2020        | Patria                    | HBO España             | Aránzazu              | 2 episodios   |
| 2023        | Mía es la venganza        | Telecinco / Divinity   | Sonia Hidalgo (joven) | 20 episodios  |
| 2023        | Entre tierras             | Atresplayer / Antena 3 | Justa Martínez        | 9 episodios   |
| 2024 - 2025 | La Moderna                | La 1                   | Lázara Eslava         | ¿? episodios  |
| 2025        | Machos alfa               | Netflix                | Virginia              | ¿? episodios  |

### Cine
- Leni (2003), de Luis García Gómez (cortometraje). Como Leni.
- Un año en la luna (2004), de Antonio Gárate. Como Esther.
- Alesio (2006), de Gustavo Jiménez.
- Cuestión de química (2007) de Juan Moya.
- Soy el solitario (2008). Como Silvia Pereira
- Arriya (2011) de Alberto Gorritiberea.
- La voz dormida (2011) de Benito Zambrano como Amalia.

### Teatro
- Schubert.
- Kyrie, el nuevo europeo.
- Ana en el trópico.
- Mujeres frente al espejo.
- Cyrano de Bergerac.
- La gata sobre el tejado de zinc (2017)